# Aja Huang
Aja Huang (né en 1978) est un informaticien taïwanais spécialiste en intelligence artificielle. Il travaille pour DeepMind et a été membre du projet AlphaGo .
Né en 1978, Huang a reçu un diplôme de la National Chiao Tung University , en 2001, d'un master de la  National Taiwan Normal University en 2003, et un doctorat de la National Taiwan Normal University en 2011. L'un de ses directeurs de thèse était Rémi Coulom,. Il a commencé à développer le programme de jeu de go Erica en 2004, qui est devenu le champion en 2010, de l'olympiade informatique.
Huang rejoint DeepMind en 2012 et est devenu un membre du projet AlphaGo en 2014. Il est l'un des premiers auteurs de l'article de journal sur AlphaGo en 2016 et un auteur majeur de l'article de journal  sur AlphaGo Zéro en 2017. Lors du match AlphaGo v. Lee Sedol et le Future of Go Submit, Aja Huang a placé des pierres sur le goban pour AlphaGo.